# Synagoga na Zadźwiniu w Witebsku
Synagoga na Zadźwiniu w Witebsku (biał. Сінагога ў Віцебскім Задзвінні) – synagoga znajdująca się w Witebsku na Białorusi w dzielnicy zadźwińskiej przy ulicy Bolszoj-Ilinskoj, obecnie zwanej Rewolucyjną. 

## Historia
Synagoga została zbudowana na krótko przed wybuchem I wojny światowej (według niektórych źródeł w 1872). Jak mówi legenda miejska, miał tu przychodzić na modły ojciec Marka Chagalla. Po rewolucji październikowej zamknięta przez władze mieściła aeroklub, a po 1945 składy przemysłowe. Do dziś ocalały jedynie zewnętrzne ściany budynku, który popadł w zupełną ruinę.